# Punto omega

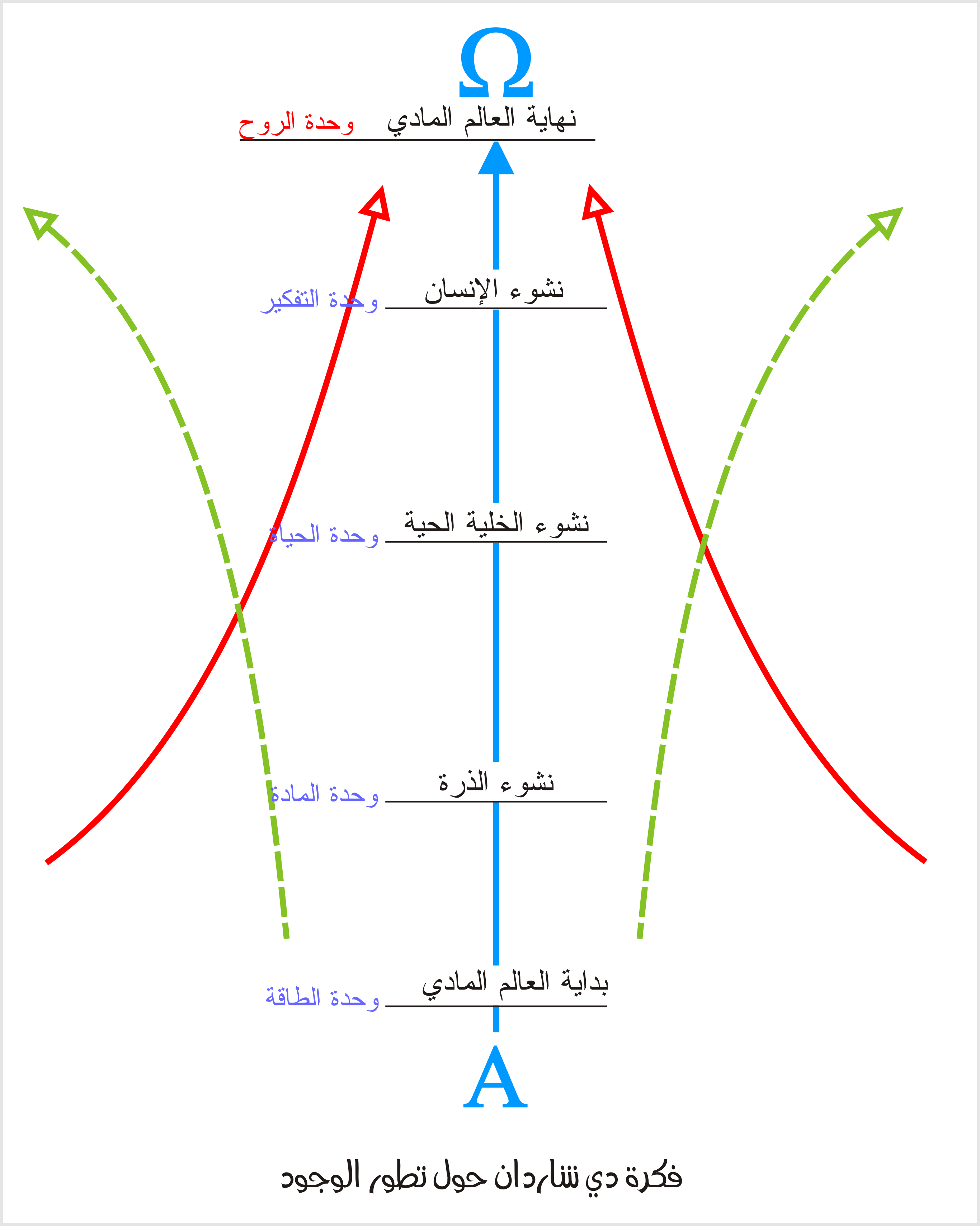
La visión de Chardin sobre la evolución del cosmos en árabe.

Punto omega es un término acuñado por el jesuita francés Pierre Teilhard de Chardin para describir el punto más alto de la evolución de la consciencia, considerándolo como el fin último de esta. Esto no significa que la divinidad sea un producto de la convergencia, en una unidad final con el Escathon y con Dios, pues el autor afirma su preexistencia. De acuerdo con Teilhard y con el biólogo ruso Vladímir Vernadski (autor de La Geosfera, 1924, y La Biosfera, 1926), el planeta se encuentra en un proceso transformador, evolucionando desde la biosfera a la noosfera.

## Significado
Mientras que desde la religión se supone que un Dios ha establecido directivas concretas sobre el destino final del Universo, desde una postura científica, por el contrario, podemos observar tendencias naturales y pensamientos racionales y de ahí, podemos estimar hacia dónde podrá ir la humanidad en un futuro muy lejano. 
Teilhard de Chardin encuentra en la Ley de complejidad-conciencia una tendencia natural que orienta la evolución de la materia, la vida y el Espíritu Santo. En el futuro, tal tendencia llevará a la humanidad hacia un estado de conciencia determinado. Este “foco iluminador” del destino humano es lo que Teilhard denomina como el Punto Omega (“foco cósmico personalizante de unificación y de unión”).(cita requerida)

### Cinco características del Punto Omega
En su libro El fenómeno Humano, Teilhard de Chardin señala que el Punto Omega ha de poseer las siguientes cinco características:
- Ya existente. 
 Sólo así se puede explicar el camino hacia superiores estados de conciencia del Universo Mundial.

- Personal – un ser intelectual, no una idea abstracta. 
 El paso a un estado mayor de complejidad de la materia no ha dado lugar solamente a formas superiores de consciencia sino a una mayor personalidad, de la cual los seres humanos son el mayor exponente en el Universo conocido. Son centros de acción individuales, completamente libres. Es en este sentido que se puede decir que el Hombre está hecho a la imagen de Dios, que es la forma superior de personalidad. Teilhard señaló expresamente que en el Punto Omega, cuando el Universo sea Uno, las personas no serán suprimidas sino super-personalizadas. La personalidad será enriquecida infinitamente porque el Punto Omega une la creación, y cuanto más unido el universo se vuelve más complejo y crece en consciencia. Así, Dios crea un universo que evoluciona hacia formas superiores de complejidad, consciencia y, finalmente con los humanos, personalidad, porque Dios, que acerca el Universo a Sí, es una persona.

- Trascendente. 
 El Punto Omega no puede ser el resultado final del proceso de crecimiento en complejidad y consciencia del Universo. En lugar de eso, el Punto Omega debe existir incluso antes de la evolución del Universo porque el Punto Omega es responsable del crecimiento del Universo hacia una mayor complejidad, consciencia y personalidad. Lo que significa esencialmente que el Punto Omega está fuera del marco en que crece el Universo, porque es gracias a la atracción del Punto Omega que el Universo evoluciona hacia Él.

- Autónomo – es decir, libre de las limitaciones del tiempo (intemporal) y del espacio (no localizado)

- Irreversible, es decir, una vez alcanzado, no puede ser perdido.

## Opinión sobre el futuro
Desde luego, y el mismo Teilhard lo dice, la elucidación del Punto Omega al término del fenómeno espacio-temporal, procede de una extrapolación. Numerosos sabios siguen a Teilhard en su análisis de la complejidad creciente, de la cefalización, de la convergencia de la evolución, pero no aceptan esta última etapa de su visión del mundo. La síntesis precedentemente expuesta responde al análisis del pasado y del presente. La elucidación del foco de convergencia Omega es una “opinión” sobre el porvenir.

## Convergencia y unión entre ciencia y religión
Desde un punto de vista fenoménico, Teilhard nos invita a observar la relación que existe entre “el punto crítico de maduración humana, por una parte, y por otra, el punto de parusía (o segunda venida, triunfante, de Cristo), por donde se cierra, al final de los tiempos, el horizonte cristiano”. Inevitablemente, por estructura, los dos puntos coinciden en el sentido de que el acabamiento de la hominización por ultra-reflexión y ultra-violencia aparece como una condición previa necesaria (pero no suficiente) de su “divinización”.
Sin embargo, el pensamiento de Chardin dista del de la mayoría de los científicos debido a que el fin último de la evolución no es el hombre: las especies siguen evolucionando (incluyendo al hombre racional), la humanidad ha seguido evolucionando desde su aparición hace 150.000 años puesto que la selección natural "se ve a diario" junto a la diversidad genética, como afirma el científico Richard Dawkins. Se ha predicho también la evolución del Homo sapiens al Homo sapientissimus. 
O de existir otras civilizaciones inteligentes en el universo, independientes a la humanidad, estas podrían seguir dicha mecánica evolutiva, logrando el punto omega.

## Sentido del universo
La existencia del Punto Omega es la aceptación implícita de que el Universo tiene un sentido, algo que contrasta con las posturas nihilistas que rechazan toda posible finalidad atribuida a la evolución, al Universo e, incluso, a la propia humanidad.
Teilhard de Chardin escribe: “En el Universo, como hemos reconocido al principio, es la vida lo que constituye el fenómeno central –y, en la vida, el pensamiento- y en el pensamiento la ordenación colectiva de todos los pensamientos en sí mismos. Pero he aquí que, por una cuarta opción, nos encontramos llevados a decidir que, más profundo todavía, es decir, en el corazón mismo del fenómeno social, está en marcha una especie de ultra-socialización: aquella por la cual la Iglesia se forma poco a poco, vivificando por su influencia, y reuniendo bajo su forma más sublime, todas las energías espirituales de la Noosfera”. 
“La Iglesia, eje central de la convergencia universal y punto exacto de encuentro fecundo entre el Universo y el Punto Omega”.